# Novák Ágnes
Novák Ágnes (1954–) építész, az ökoépítészet hazai kutatásának és oktatásának szereplője.

## Élete
1993-ban az Ybl Miklós Műszaki Főiskolán bevezette az Ökologikus Építészet szakirányú képzést. Jelentős számban fordított le építészeti tárgyú cikkeket, szervezte vendégprofesszorok előadásait. Ezekben az években 1995 és 2000 között több tucat építészhallgató számára biztosította a külföldi tanulás és szakmagyakorlás lehetőségét különböző pályázati formában. (Tempus, Phare stb.)
Kutatásai eredményét időről időre szakkönyvekben publikálta. 2000-ben kidolgozta a "Környezeti Illeszkedési Módszert", amellyel az építési tevékenységek, fejlesztések ökológiai értékelését el lehet végezni. (Ehhez hasonló a módszer a brit BREEAM, amely egyre elterjedtebb egész Európában. Ugyancsak hasonló az USA-ban alkalmazott LEED. Magyarországon jelenleg a BREEAM értékelés használatos, főleg brit befektető cégek fejlesztései során.) Magyarországon a magyar módszer elterjedése nem várható, az építész szakma nem ismeri. A BREEAM honosítása és a LEED alkalmazását viszont a külföldi befektetők támogatják, így azokat egyes építész tervezők kezdik alkalmazni.
Együttműködik több, szintén elismert, hazai építésszel (Ertsey Attila, Medgyasszay Péter) a környezetbarát építészet témájában. Részt vett az Európai Unió Cooperation of Science and Technology (COST) programjában, a panelépületek környezettudatos felújításának témakörében ő képviselte Magyarországot.
2007-ben PhD fokozatot szerzett a Debreceni Egyetem Doktori Iskolájában. Értekezésének témája: "Az építészeti ökológia szempontjai a nagypaneles lakóépületek és az iparosított építésű lakótelepek fenntarthatóságának vizsgálatához",  a környezettudományok tudományágban.
2008-2009-ben a Parlament FIDESZ frakciója számára háttéranyagokat dolgozott ki, előadásokat tartott, kerekasztal beszélgetéseken vett részt a lakótelepek fenntarthatósága érdekében szükséges beavatkozásokról. "Telepből Zöldváros" címmel a koncepció része lett az Új Széchenyi Terv 2010 júliusában bemutatott vitairatának. A szerzők között név szerint is megemlítik.
Jelenleg megvalósítás alatt állnak Balmazújvárosban a Nagyszik Látogatóközpont szalmabála- és vályogszerkezetű épületei, melyet társtervezőként jegyez (építész tervező: Medgyasszay Péter). Az épület a fenntarthatósági mutatóknak magas szinten megfelel. Az épületet 2012 első felében átadták és használatba vették. 2011-ben a MOME-en szervezett "Kultúra és közösség" című konferencián tartott előadása nyomtatásban is megjelent "Öko-Otthonok" címmel. (Részlet a bevezetőből: Közhely vagy definiálható fogalom? Stílus vagy életmód? Mérhető vagy szubjektív elemek határozzák meg az Öko-otthonok kategóriáját? Piár, marketing, brand-építés vagy éppen anti-branding? Greenwashing és astroturfing vagy végre a fenntart- hatóság irányába lépünk?)
2012 tavaszán szakértőként vett részt abban a munkacsoportban, amely a földépítés és szalmabála építés előszabványát dolgozta ki. Az előszabvány megtalálható: MSZE 3576-1:2012 Vályog falazóelemek és szalmabála építőelemek követelményei. 1. rész: Vályog falazóelemek, illetve: MSZE 3576-2:2012 Vályog falazóelemek és szalmabála építőelemek követelményei. 2. rész: Szalmabála építőelemek cím alatt a Magyar Szabványügyi Testület honlapján.
2013-ban a Budapesti Műszaki Egyetem Építészmérnöki Kar Lakóépülettervezési Tanszék megbízásából, Bitó János már klasszikusnak számító Lakóházak tervezése című tankönyvének átdolgozása során a fenntarthatósággal foglalkozó munkarészek gondozásában vett részt.  2014-ben több külföldi és hazai konferencián számolt be a hazai környezetbarát vályog- és szalmaépítés helyzetéről. 2014. decemberétől a Levegő Munkacsoport tanácsadó testületének, 2015. májustól az Elnökségnek a tagja.
Szakterületei:
- egészséges épület
- akadálymentes épített környezet
- green design
- öko-design
- szalmabála épületek
- modern földépítészet
- lakótelep rehabilitáció
- öko-város elvek a szabályozási tervek eszközei között

A Moholy-Nagy Művészeti Egyetem Építész szakon épületszerkezetek és építőanyagok tárgyat oktat.
A hallgatókkal évről évre végzett projektek:
- Kereket-Tekerek - Budapest kerékpáros perifériái, ötletek, javaslatok.
- Térformálás a lakótelepen, víz-növény, kamaszpark.
- Mobil-Modul projekt tervek a fenntartható településfejlesztés bemutatásához.

Széles körű publikációi nagy része fellelhető a világhálón is. (Angol nyelven is publikál.)

## Külső hivatkozások
- Ökoépítészet - itthon még nem terjed. Figyelőnet. (Hozzáférés: 2008. július 16.)
- Górcső alatt a Panelprogram. HirExtra. [2008. október 2-i dátummal az eredetiből archiválva]. (Hozzáférés: 2008. július 16.)
- Disputa 2007. Disputa 07 05. [2010. október 11-i dátummal az eredetiből archiválva]. (Hozzáférés: 2022. április 1.)
- A szolár építészet alapjai. Pannon Műhely. (Hozzáférés: 2022. április 1.)
- Építés szalmabála felhasználásával. Pannon Műhely. (Hozzáférés: 2022. április 1.)
- Kaland a ház körül. Az épített környezetért Alapítvány. (Hozzáférés: 2022. április 1.)
- Ökorapszódia. Építészfórum. [2009. október 18-i dátummal az eredetiből archiválva]. (Hozzáférés: 2022. április 1.)
- É·T·E·L, L·É·T·E, É·L·E·T / öko-retro-bio-grín 2. Építészfórum. [2009. november 6-i dátummal az eredetiből archiválva]. (Hozzáférés: 2022. április 1.)
- Mi lesz veled, lakótelep?. Építészfórum. [2011. január 31-i dátummal az eredetiből archiválva]. (Hozzáférés: 2022. április 1.)
- Új Széchenyi terv vitairat
- Szalma és jogszabály (video)
- Öko-otthonok. Kultúra és Közösség. (Hozzáférés: 2022. április 1.)